# Atlético Goianiense
Az Atlético Clube Goianiense, röviden Atlético Goianiense, labdarúgócsapatát 1937. április 2-án alapították a brazíliai Goiânia városában. A Goiano állami bajnokságban, és az országos bajnokság másodosztályában, a Série B-ben szerepel.

## Sikerlista

### Hazai
- 1-szeres másodosztályú bajnok: 2016
- 2-szeres harmadosztályú bajnok: 1990, 2008

### Állami
- 13-szoros Goiano bajnok: 1944, 1947, 1949, 1955, 1957, 1964, 1970, 1985, 1988, 2007, 2010, 2011, 2014